# Breisgau-Hochschwarzwald járás
Breisgau-Hochschwarzwald járás egy járás Baden-Württembergben. Breisgau-Hochschwarzwald járás Freiburg im Breisgau, Emmendingen, Schwarzwald-Baar, Waldshut és Lörrach járásokkal határos. Lakosainak száma 262 795 fő.

## Népesség
A járás népessége az elmúlt években az alábbi módon változott:
| Lakosok száma | 247 711 | 264 867 | 265 792 |
|               | 2014    | 2020    | 2021    |